# Les Garçons (film)
Pour les articles homonymes, voir Les Garçons.
Pour plus de détails, voir Fiche technique et Distribution.
Les Garçons (La notte brava) est un film franco-italien réalisé par Mauro Bolognini et sorti en 1959.

## Synopsis
À Rome, Scintillone et Ruggeretto, deux garçons marginaux et désœuvrés, volent une voiture et son chargement. Ils décident de partir en grande banlieue pour écouler leur butin (notamment des armes) et, pour ne pas attirer l’attention de la police, ils prennent des femmes comme passagères, deux prostituées. En chemin, ils rencontrent Bella Bella, un autre oisif, susceptible de les aider à revendre leurs marchandises.

## Fiche technique
- Titre français : Les Garçons
- Titre original : La notte brava
- Réalisation : Mauro Bolognini
- Scénario : Jacques-Laurent Bost et Pier Paolo Pasolini, librement adapté d'après son roman Les Ragazzi (Ragazzi di vita)
- Musique : Piero Piccioni
- Photographie : Armando Nannuzzi
- Cadrage : Marcello Gatti
- Assistant réalisateur : Rinaldo Ricci
- Direction artistique : Carlo Egidi
- Décors : Riccardo Domenici
- Son : Mario Amari, Mario Faraoni
- Montage : Nino Baragli
- Costumes : Marcel Escoffier
- Maquillages : Duilio Scarozza
- Coiffures : Adriana Cassini
- Scripte : Franca Carotenuto
- Pays de production :  Italie,  France
- Langue : italien
- Producteurs : Antonio Cervi, Allessandro Jacovini, Antonio Giommarelli
- Directeurs de production : Musy Glori, Sante Chimirri, Renato De Pasqualis
- Sociétés de production : Ajace Produzioni Cinematografiche (Italie), Franco London Films (France)
- Sociétés de distribution : Miller Producing Company, Medallion Pictures, Célia Films, Carlotta Films Vidéo
- Format : noir et blanc — 35 mm — 1.77:1 — son monophonique
- Genre : drame
- Durée : 95 minutes
- Dates de sortie : 
  - Italie : 12 novembre 1959
  - France : 20 janvier 1961
  - États-Unis :24 janvier 1962
- Mention CNC : interdit aux -16 ans (visa d'exploitation no 22280 délivré le 15 décembre 1960)
- Affiche : Jean Mascii (France)

## Distribution

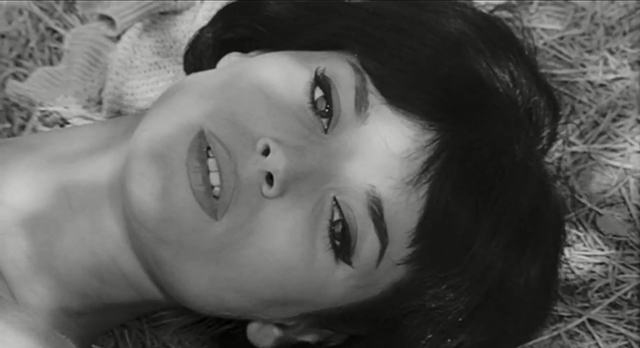
Elsa Martinelli.

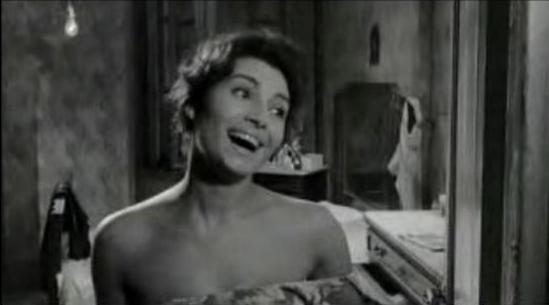
Rosanna Schiaffino dans une scène du film.

- Laurent Terzieff : Ruggeretto
- Jean-Claude Brialy : Scintillone
- Franco Interlenghi : Bella Bella
- Tomás Milián : Moretto
- Elsa Martinelli : Anna
- Antonella Lualdi : Supplizia
- Mylène Demongeot : Laura
- Rosanna Schiaffino : Rossana
- Anna Maria Ferrero : Nicoletta
- Maurizio Conti : Pepito
- Piero Palmisano : le sourd-muet
- Franco Balducci : Eliseo
- Mario Meniconi : Mosciarella

## Distinction
- Prix FIPRESCI 1960 : Ruban d'Argent à Pier Paolo Pasolini pour la meilleure histoire originale par le Syndicat national italien des journalistes de cinéma.

## Tournage
- Début des prises de vue : 14 juillet 1959[1].
- Lieux de tournage[2] : 
  - Intérieurs[2] : Studios Incir De Paolis (Rome).
  - Extérieurs dans la ville métropolitaine de Rome Capitale[2] : Rome[Note 1] et Fiumicino (commune côtière de la mer Tyrrhénienne où les garçons viennent trafiquer).
- Mylène Demongeot, « Terzieff, un garçon troublant »[Note 2] : « Mauro Bolognini me demande de participer, pour un sketch, trois jours de tournage, à son film Les Garçons. En vedette, Laurent Terzieff et Jean-Claude Brialy côté hommes, Elsa Martinelli et Antonella Lualdi pour les dames… Chacune a son attaché de presse privé et n’a guère l’air d’aimer beaucoup l’autre, ce qui est assez folklorique à observer… Mon sketch est un duo avec Terzieff, et mon Dieu qu’il est beau dans ces années-là ! Le charme slave personnifié. Pour la première et unique fois de ma vie, je craque complètement pour mon partenaire avec qui, pour tout arranger, je n’ai qu’une longue scène de rencontre amoureuse !
Je craque, mais Bolognini a craqué, lui aussi…
Ça l’excite de nous regarder nous étreindre, alors, le monstre, il nous fait recommencer les mêmes plans interminablement… Dix prises, quinze prises. Nous nous roulons sur le sol en nous embrassant voluptueusement, à bouche que veux-tu… Je n’en peux plus, je suis une femme fidèle[Note 3] et je m’en veux d’être aussi troublée ! Le soir, quand je rentre, je pleure et je vais dormir toute seule. Coste n’est pas très content — je le comprends —, mais je refuse absolument qu’il vienne sur le plateau. Manquerait plus que ça ! C’est la première fois que ça m’arrive…
Et le lendemain, on remet ça… Trois jours de supplice !
Quand je revois ce film en noir et blanc où, franchement, je suis merveilleusement photographiée, je me trouve vraiment belle et la sensualité qui se dégage de cette scène n’est pas bidon, non, non ! […] À Paris, nous nous reverrons pour le doublage de notre scène en italien. La traduction est très mauvaise, ne correspond en rien à ce que nous avons dit… (Oui, oui, il y avait du texte tout de même !). Donc, nous décidons de retrouver sur nos mouvements de bouche notre vrai texte et nous y arrivons très bien. C’est plutôt amusant à faire. Je range mon premier trouble de femme mariée dans un tiroir bien fermé à clef, mais c’est, encore aujourd’hui, un très joli souvenir qui a conservé toute sa magie… Rien, rien, il ne s’est rien passé dont nous puissions être honteux. »

## Accueil
aVoir-aLire : « Œuvre portant la patte de deux artistes, Mauro Bolognini, réalisateur méticuleux, et Pier Paolo Pasolini, alors scénariste de la canaille, Les Garçons (La notte brava en italien) annonce indéniablement le Accattone de Pasolini. On y retrouve la même faune de mauvais garçons et de prostituées romains chère au cinéaste, à la différence que Bolognini s'attache à diriger des comédiens célèbres. Le casting très français comporte quelques jeunes talents prometteurs, comme Jean-Claude Brialy, révélé par Chabrol dans Le Beau Serge, ainsi que Laurent Terzieff, remarqué chez Carné (Les Tricheurs) et Mylène Demongeot, déjà sacrée vedette française, notamment chez Cazeneuve (Cette nuit-là) et Yves Ciampi (Le vent se lève), avant de devenir star grâce à la série des Fantomas. On ajoutera à ces quelques noms, l'indéniable cachet glamour des comédiennes italiennes, Elsa Martinelli et Rosanna Schiaffino, aussi sensuelles que vulgaires dans des rôles de filles sans pudeur qui ne rechignent pas à se crêper le chignon (magnifique séquence d'ouverture, à l'improbabilité tellement latine).
Loin de réaliser une radiographie âpre et documentaire de cette délinquance romaine, Bolognini prend parfois ses distances avec le cinéma néo-réaliste italien, en composant ses plans à l'extrême. Mise en abîme par le miroir, profusion d'éléments décoratifs, idées d'esthète… La beauté de son cinéma est indéniable et rend ainsi un bel hommage au charme de ses protagonistes, irradiant de juvénilité. On retiendra notamment la rencontre de Terzieff avec Demongeot, marquée par une tension érotique palpable, mais aussi une pause homoérotique insolite pour l'époque digne d'une publicité pour un couturier italien, où les jeunes hommes se prélassent dans toute leur sensualité virile.
Dans ces conditions, il est difficile de rester insensible aux charmes esthétiques de cette production dont la beauté picturale demeure prégnante encore 40 ans plus tard. »

## Vidéographie
- (it) Les Garçons (La notte brava) de Mauro  Bolognini, Carlotta Films, 21 juillet 2010 [présentation en ligne] : version remastérisée (image et son), sous-titrage français. (ASIN B003G5MUAO)